# يوليوس البسياني

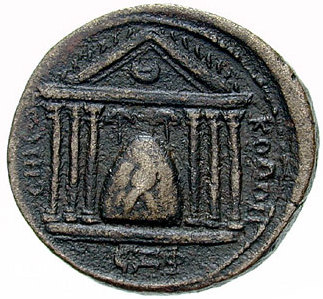
الحجر الأسود لإيل جبل في معبد الشمس في حمص.

يوليوس البسياني أو يوليوس باسيانوس (وُلد في النصف الثاني من القرن الثاني، وتوفي عام 217) كان رئيس كهنة عربي في إيل جبل في معبد الشمس في حمص، بسوريا، حيث كان يُعبد هذا الإله الشمسي على شكل حجر أسود. اسم إيل جبل مشتق من إله (كلمة سامية تعني "إله") وجبل (كلمة عربية تعني "جبل")،مما أدى إلى "إيل الجبل"، وهو المظهر الحميسي للإله. كان البسياني عضوًا في العائلة المالكة في حمص (آل شمس غرام) (حمص الحديثة)، والتي كانت جزءًا من الطبقة الأرستقراطية العربية في هذه المملكة التابعة للإمبراطورية الرومانية. بداية كهنوته غير معروفة، ولكن بحلول عام 187 أصبح رئيس كهنة في حمص. كان البسياني ابنًا ليوليوس وكان عمه لأبيه يوليوس الغريبة، الذي خدم كقائد أول (قائد مئة سابق).
كان الإمبراطور المستقبلي لوسيوس سيبتيموس سيفيروس قد زار مدينة حمص، بناءً على تنجيم واعد بأنه سيجد زوجته المستقبلية في سوريا. قدّم البسياني سيفيروس إلى ابنتيه. زوجة البسياني غير معروفة. كانت ابنته الكبرى يوليا ميزا متزوجة من أحد النبلاء السوريين يدعى جايوس جايس يوليوس أفيتروس [الإنجليزية] وكان لديهما ابنتان: جوليا سوايمياس باسيانا وجوليا أفيتا ماميا. ابنته الصغرى جوليا دومنا لم تكن متزوجة. تزوج سيفيروس ودومنا بعد فترة ليست طويلة. أنجبت دومنا لفيروس ولدين، لوسيوس سيبتيموس باسيانوس (قرقلة ، 4 أبريل 188-8 أبريل 217) وبوبليوس سيبتيموس جيتا (7 مارس 189-19 ديسمبر 211). كان قرقلة وجيتا سيصبحان إمبراطورين رومانيين في المستقبل ووريثين لأبيهما. بعد وفاة قرقلة، أصبح حفيد جوليا ميزا إمبراطورًا، إيل جبل، الذي أقنعته بتبني حفيد آخر، ابن جوليا أفيتا ماميا، الذي اتخذ اسم ألكسندر سيفيروس وأصبح في النهاية إمبراطورًا بنفسه. يوليوس باسيانوس هو سليل محتمل لجايوس يوليوس أليكسيون [الإنجليزية].

## طالع أيضًا
- سلالة إمسان (آل شمس غرام)
- جوليا دومنا
- إيل جبل (إله)